# Georgiana Andreea Cristian

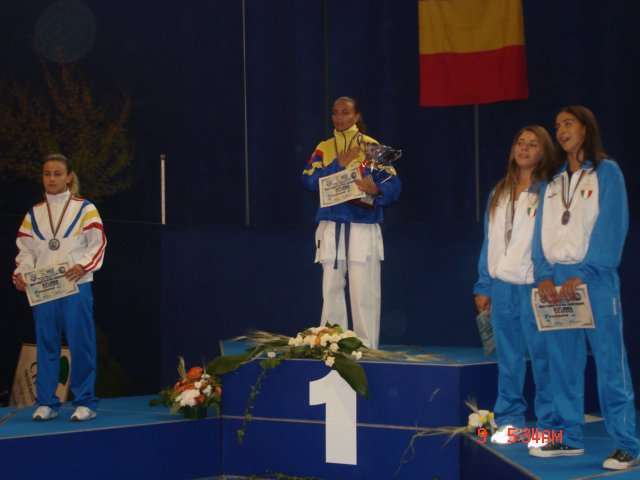
World Karate Championship - Marsciano Italy - 2006

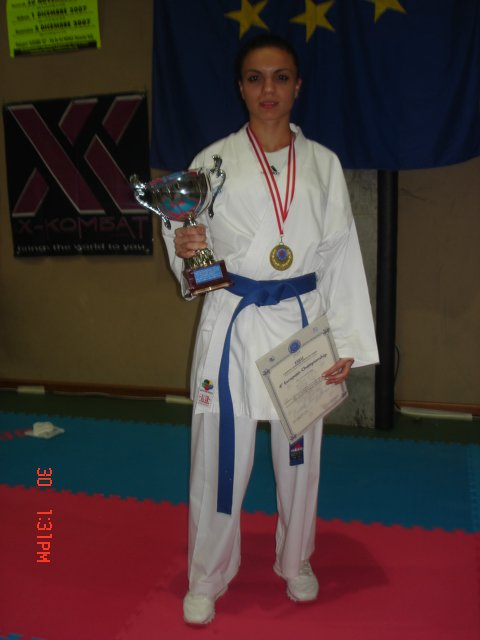
European Karate Championship - Italy 2007

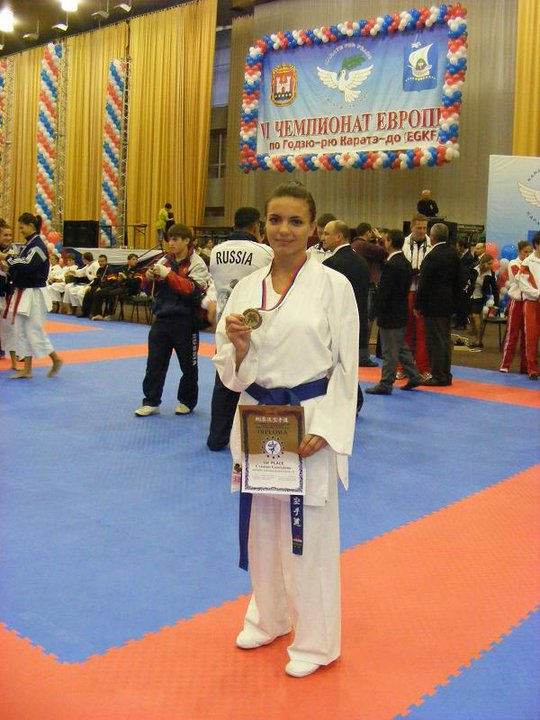
European Karate Championship - Russia 2008

Georgiana Andreea Cristian (n. 14 septembrie 1989, Urziceni, Ialomița) este o sportivă și antrenoare de karate.
A început să practice karate în anul 1997 la Clubul Sportiv Dinamo București sub îndrumarea antrenorilor Vasile Manea și Iancu Traian. A concurat pentru prima dată la nivel național în anul 2002 (echipe și individual), obținând locul 1 la proba de kata.
Fiind dedicată ambelor probe care constituie karate-ul sportiv, respectiv kata și kumite, a ales să-și continue cariera la nivel internațional în proba de kumite.
La vârsta de 14 ani a fost selecționată în lotul național de karate (în proba de kumite) din cadrul Federației Române de Karate și a reprezentat România la nivel internațional, obținând rezultate la campionate europene și mondiale.
În anul 2008 a fost recunoscută ca maestru emerit al sportului - titlu conferit de Guvernul României prin Agenția Națională pentru Sport.
Tot în anul 2008, Ministerul Administrației și Internelor și Clubul Sportiv Dinamo București i-au acordat o diplomă de excelență pentru contribuția deosebită la palmaresul național și internațional.
În anul 2012, în semn de înaltă apreciere a rezultatelor obținute, pentru dăruirea prin care a promovat valorile sportului de performanță și imaginea României în lume, președintele României i-a conferit Medalia „Meritul Sportiv”, clasa I.